# Ctenichneumon devylderi
Ctenichneumon devylderi là một loài tò vò trong họ Ichneumonidae.